# Sven-Åke Nilsson
Sven-Åke Nilsson (Malmö, 13 de septiembre de 1951) es un exciclista sueco, profesional entre 1977 y 1984.
Su mayor éxito deportivo lo logró en la Vuelta a España, donde obtuvo una victoria de etapa en la edición de 1982 y finalizó en tercer lugar en la clasificación general final.
Como ciclista amateur logró proclamarse campeón de Suecia de ciclismo en ruta en 1972 y campeón del mundo en la modalidad de contrarreloj por equipos en 1974.

## Palmarés
| 1972 - Campeonato de Suecia en Ruta - 1 etapa de la Milk Race 1973 - 2 etapas de la Milk Race - 2.º en el Campeonato de Suecia en Ruta - 3.º en el Campeonato del Mundo en contrarreloj por equipos 1974 - 1 etapa de la Milk Race - 3.º en el Campeonato de Suecia en Ruta - Campeón del mundo en contrarreloj por equipos (con Tord Filipsson, Lennart Fagerlund y Bernt Johansson) 1975 - Tour de Argelia 1976 - Tour del Porvenir, más 1 etapa | 1979 - Tour de Corse - 1 etapa de la París-Niza - Étoile des Espoirs, más 1 etapa 1980 - 1 etapa del Critérium Internacional 1981 - Semana Catalana 1982 - 3.º en la Vuelta a España, más 1 etapa - Gran Premio de Isbergues - 1 etapa de la París-Niza |

## Resultados en las grandes vueltas
| Carrera         | 1977 | 1978 | 1979 | 1980 | 1981 | 1982 | 1983 | 1984 |
| --------------- | ---- | ---- | ---- | ---- | ---- | ---- | ---- | ---- |
| Giro de Italia  | -    | -    | -    | -    | -    | -    | 27.º | 35.º |
| Tour de Francia | -    | 11.º | 12.º | 7.º  | 8.º  | 14.º | -    | -    |
| Vuelta a España | -    | -    | -    | -    | -    | 3º   | -    | -    |
| Mundial en Ruta | 13.º | -    | 40.º | 9.º  | 23.º | 11.º | 36.º | Ab.  |